# Resolution 663 des UN-Sicherheitsrates
Die Resolution 663 des UN-Sicherheitsrates ist eine Resolution, die der Sicherheitsrat der Vereinten Nationen am 14. August 1990 einstimmig beschloss. Nach Prüfung des Antrags des Fürstentums Liechtenstein auf Beitritt zu den Vereinten Nationen empfahl der Rat der UN-Generalversammlung, Liechtenstein aufzunehmen. Das Fürstentum war somit das 160. und damals das kleinste Mitglied der Vereinten Nationen.
Zuvor hatte der Liechtensteiner Landtag dem Beitritt am 13. Dezember 1989 einstimmig zugestimmt.